# Hephaestus komaensis
Hephaestus komaensis är en fiskart som beskrevs av Allen och Jebb, 1993. Hephaestus komaensis ingår i släktet Hephaestus och familjen Terapontidae. Inga underarter finns listade i Catalogue of Life.